# Roberto Alberti Mazzaferro
Roberto Alberti Mazzaferro (Fermo, 26 aprile 1961) è un allenatore di calcio, dirigente sportivo ed ex calciatore italiano, di ruolo centrocampista.

## Caratteristiche tecniche

### Allenatore
Predilige il modulo 4-2-3-1.

## Carriera

### Giocatore
Alberti ha iniziato la carriera calcistica nel 1978, militando nel Campionato Interregionale con la Sangiorgese. Dopo aver disputato diversi campionati dilettantistici diventa professionista con la Vis Pesaro, dove milita cinque stagioni e ottiene una doppia promozione. Nel 1989 si trasferisce nel Giarre in Serie C1; dopo due stagioni in Sicilia passa al Taranto con cui ha esordito in Serie B il 9 settembre 1991 nella gara con la Reggiana. A novembre, dopo aver disputato 7 partite in maglia rossoblù, è acquistato dalla Reggina dove rimane due stagioni. Dal 1993 al 1995 gioca nel Carpi, in Serie C1, per poi trasferirsi nel Castel di Sangro dove ha conquistato la prima promozione in Serie B della squadra abruzzese. Vi rimane tre stagioni, chiudendo la carriera da calciatore a 37 anni.
In seconda serie colleziona 67 presenze e realizza 2 reti.

### Allenatore e dirigente
Inizia ad allenare guidando per tre stagioni la Primavera della Reggina.
In seguito torna a Castel di Sangro, alla guida dei giallorossi scesi in Serie C2. La sua prima panchina è in Latina-Castel di Sangro 2-0, datata 18 agosto 2002, incontro valido per la Coppa Italia di Serie C. A gennaio, con la squadra in posizione di classifica tranquilla, viene esonerato a causa di contrasti con la dirigenza. L'anno successivo passa al Chieti, con cui debutta in Serie C1: anche in questo caso viene esonerato, dopo aver collezionato due punti in quattro giornate.
Nelle annate successive ha guidato Fano, con cui retrocede in Serie D, e San Marino, ottenendo la salvezza ai play-out nella Serie C1 2005-2006; a novembre successivo viene esonerato con la squadra al terz'ultimo posto dopo aver ottenuto in totale 6 sconfitte in 11 incontri. Segue lunga esperienza da responsabile del settore giovanile del Lecce, dove collabora con Guido Angelozzi; per una stagione è direttore sportivo dell'Ancona.
Arrivato nell'estate 2013 a Bari, come responsabile del settore giovanile, il 5 agosto 2013 diventa il nuovo allenatore del Bari, con Nunzio Zavettieri come allenatore in seconda, a seguito delle dimissioni di Carmine Gautieri. Nonostante la società fosse in piena crisi finanziaria, riesce a raggiungere i play-off ma viene eliminato in semifinale dal Latina. A fine stagione non è confermato dal nuovo sodalizio barese che lo sostituisce con Devis Mangia.
Il 6 dicembre 2014 viene ingaggiato come nuovo allenatore della Reggina, nel campionato di Lega Pro. Il 20 aprile 2015 viene esonerato.
Nell'estate 2015 torna in Puglia come responsabile del settore giovanile del Lecce fino al 2018.
Il 7 luglio 2018, Alberti viene ingaggiato come responsabile del settore giovanile del Spezia, mantenendo l'incarico fino all'estate 2020.

## Curiosità
A gennaio 2003, all'epoca allenatore del Castel di Sangro e squadra in cui aveva militato da calciatore, a seguito della partita persa con la Florentia Viola, gli fu notificato l'esonero tramite i carabinieri che si presentarono al campo di allenamento non permettendogli di entrare.

## Statistiche

### Presenze e reti nei club
| Stagione                | Squadra                 | Campionato              | Campionato | Campionato | Coppe nazionali | Coppe nazionali | Coppe nazionali | Coppe continentali | Coppe continentali | Coppe continentali | Altre coppe | Altre coppe | Altre coppe | Totale | Totale |
| Stagione                | Squadra                 | Comp                    | Pres       | Reti       | Comp            | Pres            | Reti            | Comp               | Pres               | Reti               | Comp        | Pres        | Reti        | Pres   | Reti   |
| ----------------------- | ----------------------- | ----------------------- | ---------- | ---------- | --------------- | --------------- | --------------- | ------------------ | ------------------ | ------------------ | ----------- | ----------- | ----------- | ------ | ------ |
| 1984-1985               | Vis Pesaro              | D                       | 24         | 3          | -               | -               | -               | -                  | -                  | -                  | -           | -           | -           | 24     | 3      |
| 1985-1986               | Vis Pesaro              | D                       | 28         | 1          | -               | -               | -               | -                  | -                  | -                  | -           | -           | -           | 28     | 1      |
| 1986-1987               | Vis Pesaro              | C2                      | 33         | 2          | -               | -               | -               | -                  | -                  | -                  | -           | -           | -           | 33     | 2      |
| 1987-1988               | Vis Pesaro              | C1                      | 31         | 1          | -               | -               | -               | -                  | -                  | -                  | -           | -           | -           | 31     | 1      |
| 1988-1989               | Vis Pesaro              | C1                      | 15         | 1          | -               | -               | -               | -                  | -                  | -                  | -           | -           | -           | 15     | 1      |
| 1989-1990               | Vis Pesaro              | C2                      | 2          | 0          | -               | -               | -               | -                  | -                  | -                  | -           | -           | -           | 2      | 0      |
| Totale Vis Pesaro       | Totale Vis Pesaro       | Totale Vis Pesaro       | 133        | 8          | -               | -               | -               | -                  | -                  | -                  | -           | -           | -           | 133    | 8      |
| 1989-1990               | Giarre                  | C1                      | 29         | 1          | -               | -               | -               | -                  | -                  | -                  | -           | -           | -           | 29     | 1      |
| 1990-1991               | Giarre                  | C1                      | 31         | 2          | -               | -               | -               | -                  | -                  | -                  | -           | -           | -           | 31     | 2      |
| Totale Giarre           | Totale Giarre           | Totale Giarre           | 60         | 3          | -               | -               | -               | -                  | -                  | -                  | -           | -           | -           | 60     | 3      |
| lug.-nov. 1991          | Taranto                 | B                       | 7          | 0          | -               | -               | -               | -                  | -                  | -                  | -           | -           | -           | 7      | 0      |
| nov. 1991-1992          | Reggina                 | C1                      | 26         | 2          | -               | -               | -               | -                  | -                  | -                  | -           | -           | -           | 26     | 2      |
| 1992-1993               | Reggina                 | C1                      | 31         | 0          | -               | -               | -               | -                  | -                  | -                  | -           | -           | -           | 31     | 0      |
| Totale Reggina          | Totale Reggina          | Totale Reggina          | 57         | 2          | -               | -               | -               | -                  | -                  | -                  | -           | -           | -           | 57     | 2      |
| 1993-1994               | Carpi                   | C1                      | 33         | 0          | -               | -               | -               | -                  | -                  | -                  | -           | -           | -           | 33     | 0      |
| 1994-1995               | Carpi                   | C1                      | 32         | 0          | -               | -               | -               | -                  | -                  | -                  | -           | -           | -           | 32     | 0      |
| Totale Carpi            | Totale Carpi            | Totale Carpi            | 65         | 0          | -               | -               | -               | -                  | -                  | -                  | -           | -           | -           | 65     | 0      |
| 1995-1996               | Castel di Sangro        | C1                      | 33         | 0          | -               | -               | -               | -                  | -                  | -                  | -           | -           | -           | 33     | 0      |
| 1996-1997               | Castel di Sangro        | B                       | 33         | 1          | -               | -               | -               | -                  | -                  | -                  | -           | -           | -           | 33     | 1      |
| 1997-1998               | Castel di Sangro        | B                       | 27         | 1          | -               | -               | -               | -                  | -                  | -                  | -           | -           | -           | 27     | 1      |
| Totale Castel di Sangro | Totale Castel di Sangro | Totale Castel di Sangro | 93         | 2          | -               | -               | -               | -                  | -                  | -                  | -           | -           | -           | 93     | 2      |
| Totale carriera         | Totale carriera         | Totale carriera         | 415        | 15         | -               | -               | -               | -                  | -                  | -                  | -           | -           | -           | 415    | 15     |

### Statistiche da allenatore
Statistiche aggiornate al 24 febbraio 2018.
| Stagione            | Squadra           | Campionato        | Campionato | Campionato | Campionato | Campionato | Coppe nazionali | Coppe nazionali | Coppe nazionali | Coppe nazionali | Coppe nazionali | Coppe continentali | Coppe continentali | Coppe continentali | Coppe continentali | Coppe continentali | Altre coppe | Altre coppe | Altre coppe | Altre coppe | Altre coppe | Totale | Totale | Totale | Totale | % Vittorie | Piazzamento        |
| Stagione            | Squadra           | Comp              | G          | V          | N          | P          | Comp            | G               | V               | N               | P               | Comp               | G                  | V                  | N                  | P                  | Comp        | G           | V           | N           | P           | G      | V      | N      | P      | %          | Piazzamento        |
| ------------------- | ----------------- | ----------------- | ---------- | ---------- | ---------- | ---------- | --------------- | --------------- | --------------- | --------------- | --------------- | ------------------ | ------------------ | ------------------ | ------------------ | ------------------ | ----------- | ----------- | ----------- | ----------- | ----------- | ------ | ------ | ------ | ------ | ---------- | ------------------ |
| 2002-gen. 2003      | Castel di Sangro  | C2                | 20         | 6          | 6          | 8          | CI-C            | 4               | 2               | 0               | 2               | -                  | -                  | -                  | -                  | -                  | -           | -           | -           | -           |             | 24     | 8      | 6      | 10     | 33,33      | Eson.              |
| lug.-sett. 2003     | Chieti            | C1                | 4          | 0          | 2          | 2          | CI-C            | 4               | 2               | 2               | 0               | -                  | -                  | -                  | -                  | -                  | -           | -           | -           | -           |             | 8      | 2      | 4      | 2      | 25,00      | Eson.              |
| mar.-giu. 2005      | Fano              | C2                | 12+2       | 2          | 6+1        | 4+1        | CI-C            | -               | -               | -               | -               | -                  | -                  | -                  | -                  | -                  | -           | -           | -           | -           | -           | 14     | 2      | 7      | 5      | 14,29      | Sub., 18º, (retr.) |
| apr.-giu. 2005      | San Marino        | C1                | 4+2        | 1+1        | 2+1        | 1          | CI-C            | -               | -               | -               | -               | -                  | -                  | -                  | -                  | -                  | -           | -           | -           | -           |             | 6      | 2      | 3      | 1      | 33,33      | Sub., 17º          |
| lug.-nov. 2006      | San Marino        | C1                | 11         | 2          | 3          | 6          | CI-C            | 5               | 3               | 2               | 0               | -                  | -                  | -                  | -                  | -                  | -           | -           | -           | -           | -           | 16     | 5      | 5      | 6      | 31,25      | Eson.              |
| Totale San Marino   | Totale San Marino | Totale San Marino | 17         | 4          | 6          | 7          |                 | 5               | 3               | 2               | 0               |                    | -                  | -                  | -                  | -                  |             | -           | -           | -           | -           | 22     | 7      | 8      | 7      | 31,82      |                    |
| 2013-2014           | Bari              | B                 | 42+3       | 19+1       | 10+2       | 13         | CI              | 2               | 0               | 1               | 1               | -                  | -                  | -                  | -                  | -                  | -           | -           | -           | -           | -           | 47     | 20     | 13     | 14     | 42,55      | 7º                 |
| dic. 2014-apr. 2015 | Reggina           | LP                | 19         | 4          | 5          | 10         | CI+CI-LP        | -               | -               | -               | -               | -                  | -                  | -                  | -                  | -                  | -           | -           | -           | -           | -           | 19     | 4      | 5      | 10     | 21,05      | Sub., Eson.        |
| Totale carriera     | Totale carriera   | Totale carriera   | 119        | 36         | 38         | 45         |                 | 15              | 7               | 5               | 3               |                    | -                  | -                  | -                  | -                  |             | -           | -           | -           | -           | 134    | 43     | 43     | 48     | 32,09      |                    |

## Palmarès

### Giocatore

#### Competizioni nazionali
- Campionato italiano Serie C2: 1

Vis Pesaro: 1986-1987
- Campionato Interregionale: 1

Vis Pesaro: 1985-1986

## Filmografia
- 2015 - Una meravigliosa stagione fallimentare